# Pazarköy, Yenice
Pazarköy là một xã thuộc huyện Yenice, tỉnh Çanakkale, Thổ Nhĩ Kỳ. Dân số thời điểm năm 2011 là 1.672 người.